# Eckzahn

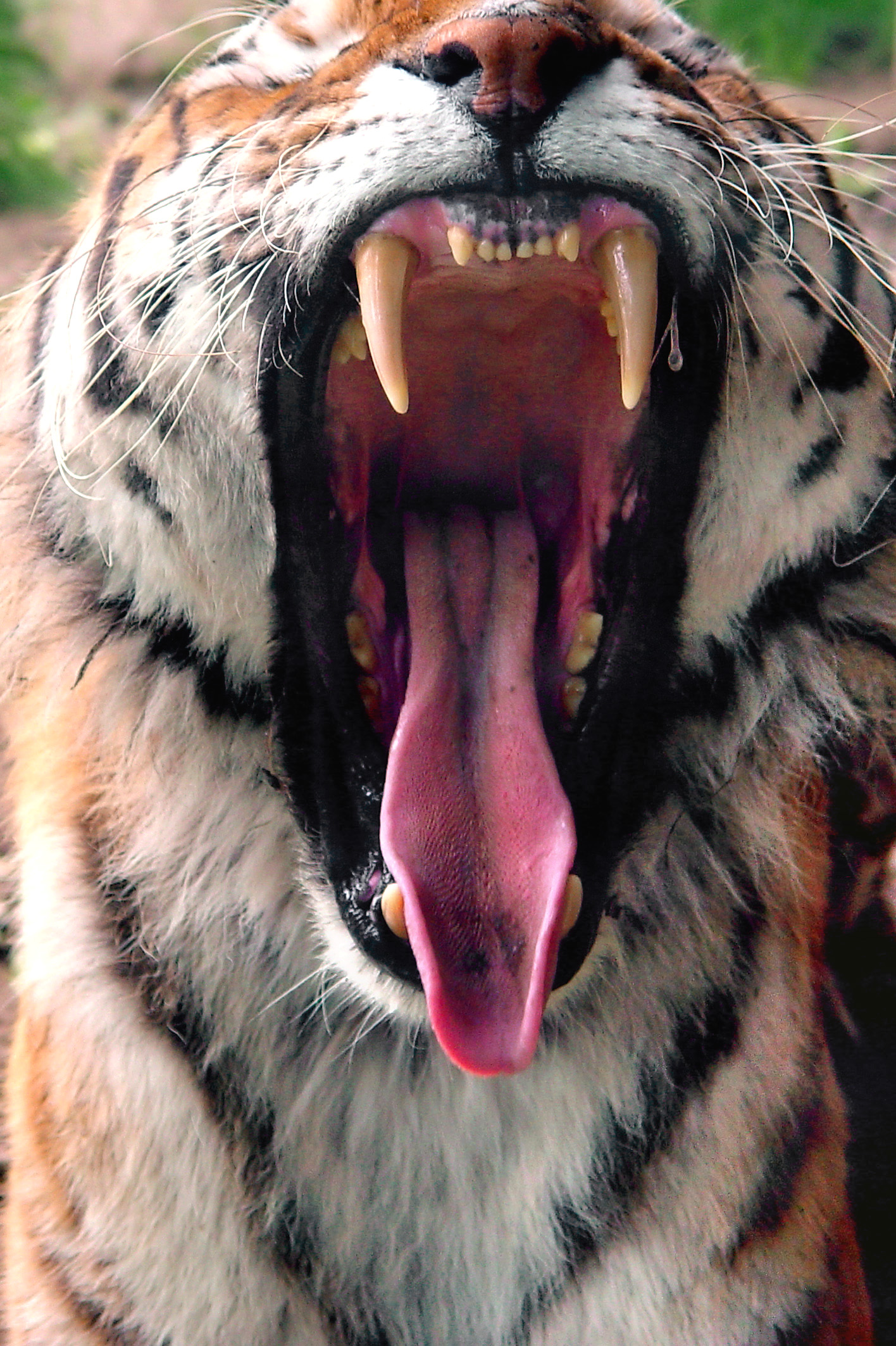
Der zum Fangzahn vergrößerte Eckzahn der Raubtiere im Gebiss eines Tigers

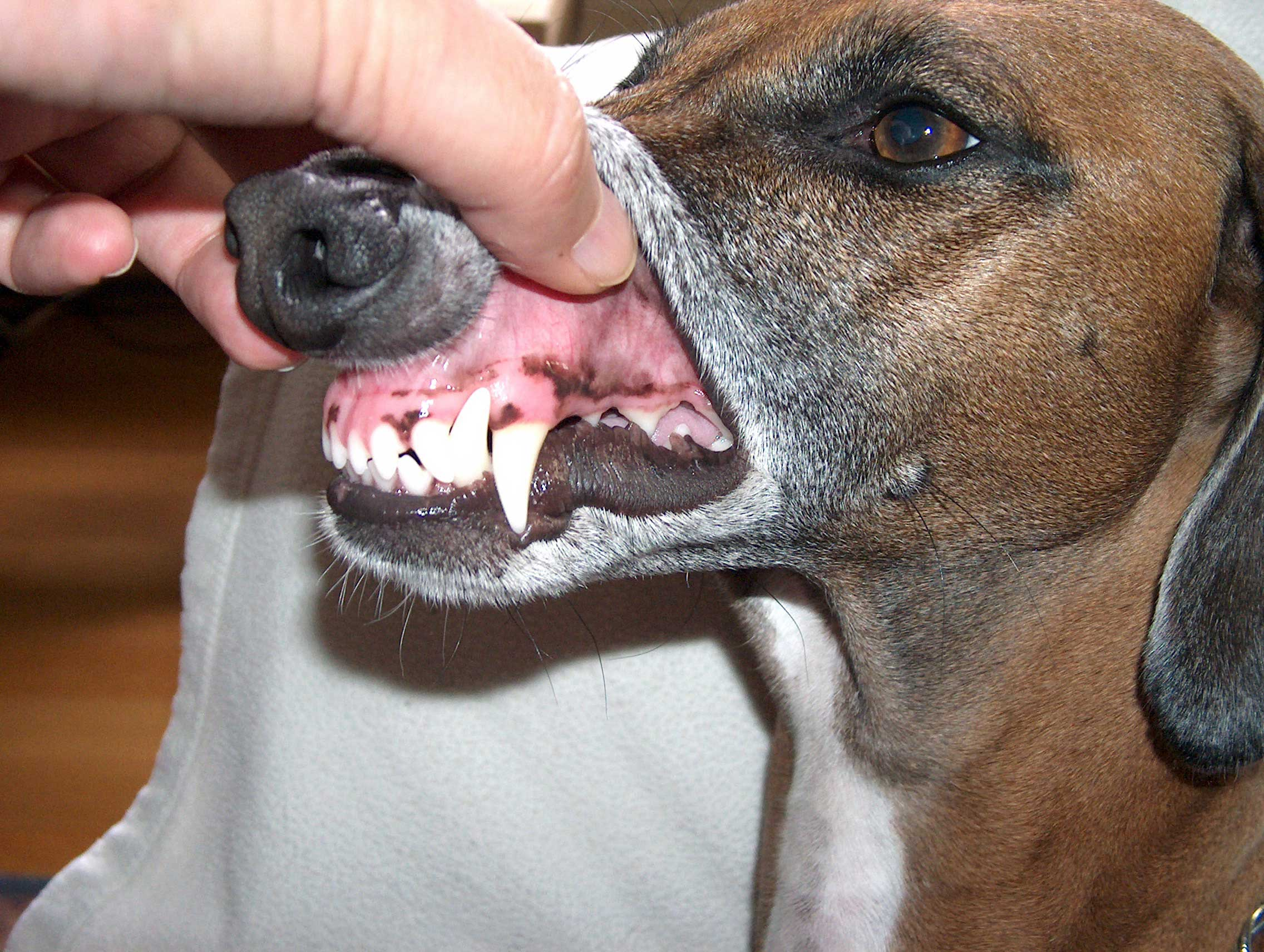
Scherengebiss beim Haushund: Die Spitzen der unteren Eckzähne liegen in einer Lücke vor den oberen und die unteren Schneidezähne hinter den oberen.

Der Eckzahn (lateinisch Dens caninus, Plural Dentes canini, oft nur Canini) ist der kegelförmige Zahn im Gebiss der Säugetiere (einschließlich des Menschen) hinter den Schneidezähnen (Incisivi) und vor den Vorbackenzähnen (Prämolaren). Im Oberkiefer ist der Eckzahn nach dem Zwischenkieferbein (Prämaxillare) der vorderste Zahn im Oberkieferknochen (Maxillare).
Die Bezeichnung „Eckzahn“ bezieht sich auf den deutlichen Knick des Zahnbogens an dieser Position. Eine andere Bezeichnung ist „Hundszahn“ (Adjektiv caninus „hündisch“, „vom Hund“). Bei den Landraubtieren ist der Eckzahn wegen seiner Funktion beim Beuteerwerb zu einem Fangzahn vergrößert.

## Mensch

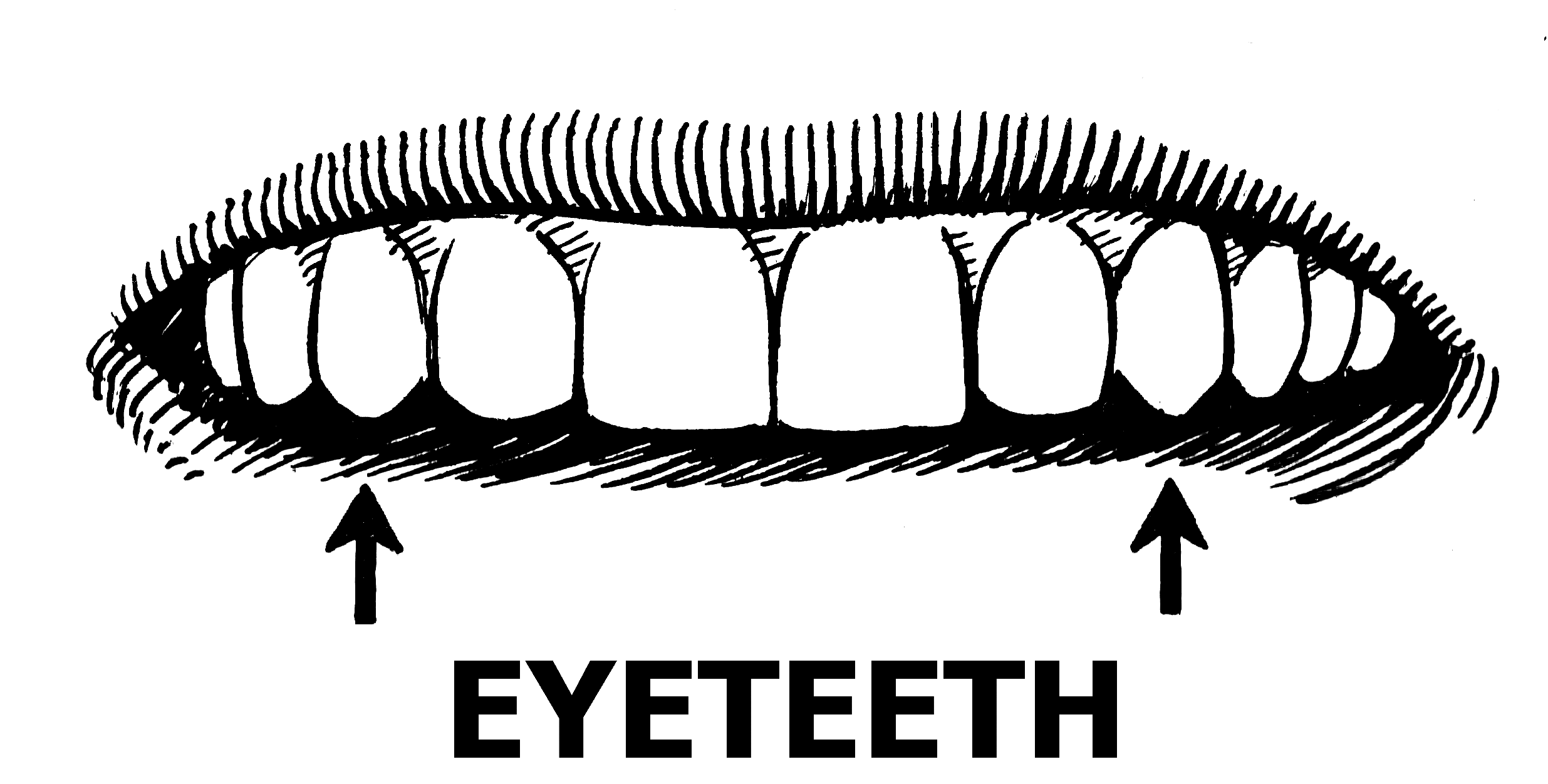
die Eckzähne im menschlichen Gebiss

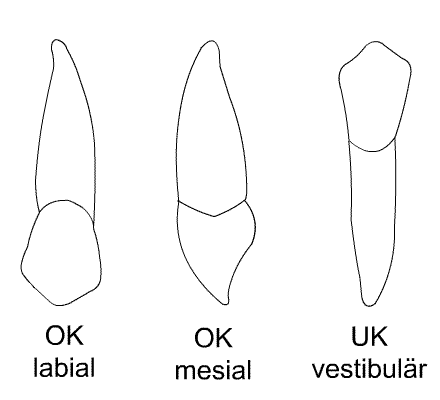
Eckzahn – Oberkiefer (OK), Unterkiefer (UK)

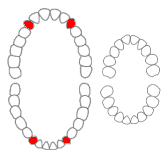
Lage der Eckzähne (rot)

### Benennung
Die Übersetzung des lateinischen dens caninus als „Hundezahn“ kommt analog zum Deutschen auch in einigen anderen Sprachen vor.
Bei Entzündungen eines oberen Eckzahnes kann sich die Entzündung im Gesicht mit Schwellung, Rötung und Druckschmerzen dicht unter dem Auge manifestieren, da die Wurzelspitze des oberen Eckzahnes fast bis zur Orbita (knöcherne Augenhöhle) reicht. Daher stammt der alte Name Augenzahn. Auch in einigen anderen Sprachen heißt der Zahn entsprechend (beispielsweise isländisch Augntönn, ungarisch szemfog oder englisch eye tooth).
Die Eckzähne des Menschen heißen sowohl im Erwachsenengebiss (bleibendes Gebiss) als auch im Milchgebiss (Milchzahngebiss) Dreier oder 3er, weil sie die jeweils dritten Zähne von der Mitte aus gerechnet sind und im FDI-Zahnschema die Nummern 13, 23, 33 und 43 beziehungsweise 53, 63, 73 und 83 tragen. Pferde, Hunde oder Katzen haben jeweils drei Frontzähne je Quadrant, sodass die Eckzähne („Reißzähne“) die vierten Zähne sind.

### Evolution des menschlichen Eckzahns
In der Evolution der Säugetiere haben sich die Eckzähne allgemein nur wenig verändert – stets sind sie einspitzig und einwurzelig, sowohl im Ober- wie im Unterkiefer. Die Eckzähne des Menschen weichen jedoch in ihrer Gestalt von derjenigen der übrigen Primaten ab. Bei vielen Primaten ist der Eckzahn bei den männlichen Individuen vergrößert, besonders ausgeprägt ist dieser Geschlechtsdimorphismus u. a. bei den großen Menschenaffen (Hominidae). Dabei sind die oberen Eckzähne deutlich stärker verlängert als die unteren. Als hauptsächliche Ursache dieser Entwicklung wird eine Funktion bei der Drohgebärde angenommen.
Im menschlichen Gebiss haben die oberen Eckzähne die längsten Wurzeln. Da bei allen Primaten außer dem Menschen der Spitzenteil dieser Zähne erheblich länger ist als der Wurzelteil, wird von einer erheblichen Kronenverkürzung im Verlauf der Hominisation („Menschwerdung“) ausgegangen. Die oberen Eckzähne der nicht-menschlichen Primaten zeigen eine deutliche Tendenz zur gestaltlichen Angleichung an die folgenden Vorbackenzähne (Prämolarisierung), während die Unterkiefereckzähne sich morphologisch den Schneidezähnen annähern (Incisivierung). Beim Menschen zeigen alle Eckzähne eine Incisivierung, die jedoch im Unterkiefer deutlicher ausgeprägt ist.

### Dentition
Der Mensch hat je einen Eckzahn pro Kieferhälfte im Unter- und Oberkiefer (insgesamt also vier). Der Eckzahn steht an dritter Position (es wird vom ersten Schneidezahn an gezählt) und ist der größte Zahn im Frontzahnbereich. Die Eckzähne bilden die Eckpfeiler am Übergang der Frontzähne zu den Seitenzähnen.
Der Eckzahn wird bereits im Milchgebiss angelegt, der Zahndurchbruch erfolgt mit etwa 1,5 Jahren.
Der Zahndurchbruch der bleibenden Eckzähne erfolgt mit ca. 11 Jahren (± 1 Jahr). Gewöhnlich brechen die unteren Eckzähne vor den oberen Eckzähnen durch. Die genauen Durchbruchszeiten variieren je nach Veröffentlichung:
- obere bleibende Eckzähne: Jungen 11,8 ± 1,3 Jahre; Mädchen 11,2 ± 1,2 Jahre
- untere bleibende Eckzähne: Jungen 11,1 ± 1,6 Jahre; Mädchen 10,2 ± 1,3 Jahre

Meist brechen nach den Schneidezähnen im Oberkiefer erst die vorderen Prämolaren durch, bevor die Eckzähne durchbrechen. Im Unterkiefer ist es umgekehrt. Daher folgt der häufige Platzmangel für die oberen Eckzähne (siehe unten).

### Wurzeln
Der Eckzahn hat eine Wurzel, die einen Kanal enthält. Die Wurzel ist in mesial-distaler Richtung (von der Mitte des Kiefers aus nach hinten, d. h. von der Mitte weg) leicht abgeflacht. Bei den oberen Eckzähnen ist die mesiale Wurzelfläche breiter und flacher als die distale Wurzelfläche.
Die oberen Eckzähne haben ein deutliches Wurzelmerkmal mit einer apikalen (an der Spitze befindlichen) Krümmung nach distal. Bei den unteren Eckzähnen fehlt beides.
Die Wurzeln der unteren Eckzähne sind kürzer als die der oberen. Die Längenrelation zwischen Kronenlänge und Wurzellänge ist bei den unteren Eckzähnen zugunsten der Kronenlänge verschoben.

### Zahnkrone
Statt einer Kaufläche hat der Eckzahn nur eine Höckerspitze (Eckzahnspitze) mit zwei kurzen Schneidekanten.
Während bei den Schneidezähnen die äußeren (vestibulären) Flächen bis auf eine leichte Rundung relativ eben sind, sind die vestibulären Flächen der Eckzähne zweigeteilt, in eine mesiale (vordere) und distale (hintere) Hälfte. Beide Hälften bilden einen Winkel von ca. 20° zueinander. Sie sind durch einen vertikal verlaufenden Mittelgrat getrennt. An dieser Stelle knickt der Zahnbogen ab.
Zusätzlich hat der Eckzahn, wie alle Zähne, eine leicht kugelige Form. Er hat eine leichte Konvexität (Krümmung) von der Schneidekante zum Zahnhals.
Die mehr oder weniger scharfe Spitze auf der Schneidekante (Eckzahnspitze) liegt nicht genau mittig auf der Schneidekante, sondern ist etwas nach mesial verschoben. Die mesiale Schneidekante ist steiler und kürzer als die flachere und längere distale Schneidekante.
Auf der Rückseite hat die Eckzahnkrone zwei kräftig ausgebildete Randleisten sowie eine Mittelleiste, die sich zum Zahnhals hin in einem ausgeprägten Höcker (Tuberculum) treffen.
Die Approximalflächen (Berührungsflächen zum Nachbarzahn) sind dreieckig.
Die unteren Eckzähne sind kleiner als die oberen Eckzähne. Bei den unteren Eckzähnen ist die Kronenachse etwas gegenüber der Wurzelachse nach lingual (zungenseitig) „abgeknickt“ („Kronenflucht“). Diese Kronenflucht findet sich auch bei allen Prämolaren und Molaren im Unterkiefer wieder. Die vestibuläre (lippen-/wangenseitig) Fläche weist gegenüber der Wurzelfläche eine Neigung von 25° auf. Die mesialen Kontaktflächen verlaufen steiler, wobei die Schmelz-Zement-Grenze mesial 3 mm höher liegt als distal.

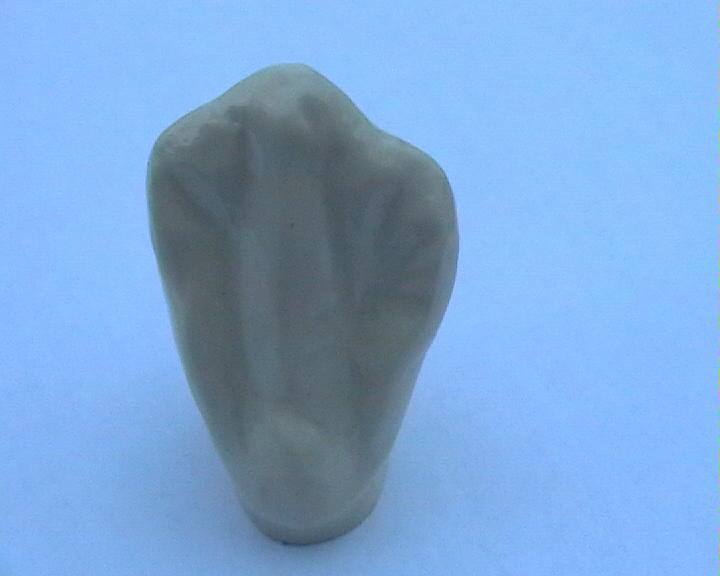
Eckzahn von palatinal (gaumenseitig)
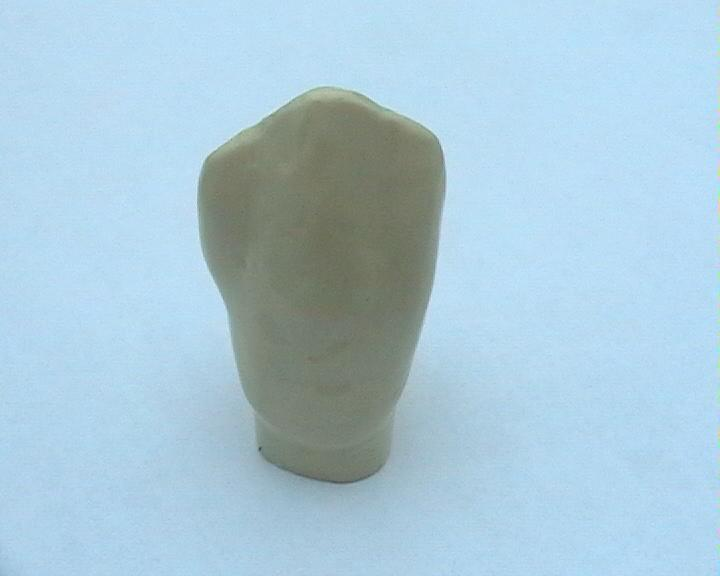
Eckzahn von vestibulär (lippenseitig)
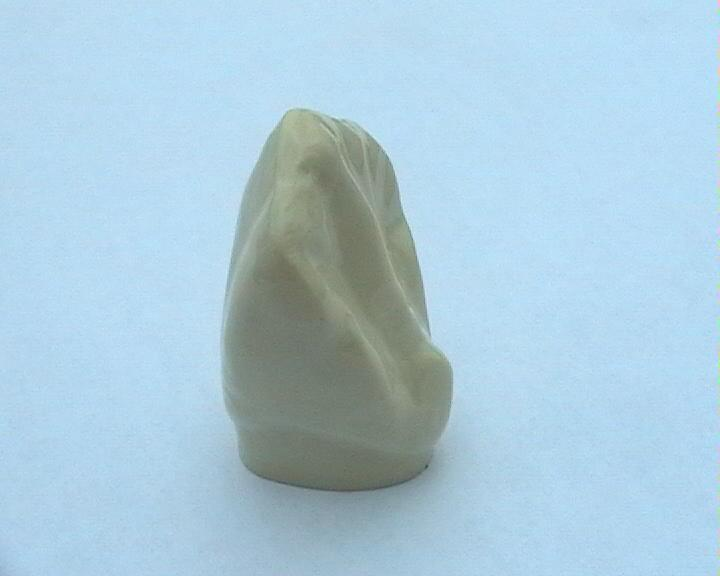
Eckzahn von mesial (mittenseitig)
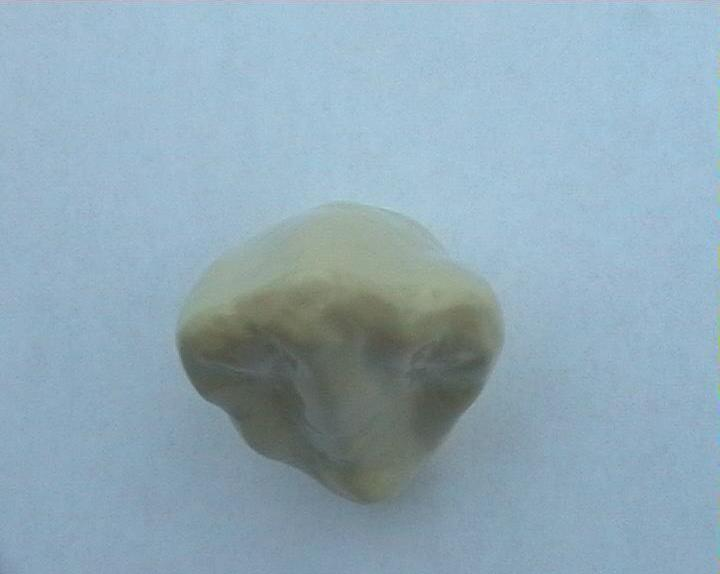
Eckzahn von inzisal (kauflächenseitig)

### Erkrankungen

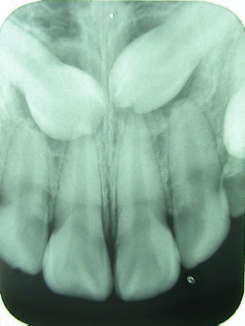
Röntgenbild: Oberkiefer, beide Eckzähne retiniert und verlagert, auf der rechten Bildseite ist der persistierende Milchzahn (Eckzahn) zu erkennen.

Neben den üblichen Zahnerkrankungen wie Karies, Pulpitis und apikaler Ostitis ist der obere Eckzahn sehr häufig retiniert und verlagert.
Ursache dafür ist die relativ späte Durchbruchszeit mit elf Jahren. In diesem Alter ist der Knochen bei manchen Kindern schon recht fest. Außerdem sind die bleibenden Nachbarzähne (zweiter Schneidezahn und erster Prämolar) schon vor dem Eckzahn da und können bei ausgeprägtem Platzmangel den gesamten Platz für den verspätet durchbrechenden Eckzahn einnehmen. Eventuell bricht der Eckzahn wegen Platzmangel auch weiter vestibulär durch – außerhalb der Zahnreihe. Er ragt dann wie ein Tigerzahn aus der vestibulären Wand des Alveolarfortsatzes.
Relativ häufig liegt der retinierte Eckzahn quer im Oberkieferknochen impaktiert.
Eine weitere Ursache für die Retention ist, dass der Eckzahn während seiner Bildungphase relativ weit oben im Kieferknochen liegt und einen sehr weiten Weg bis zum Zahndurchbruch zurücklegen muss.
Nach den Weisheitszähnen sind die Eckzähne die am zweithäufigsten betroffenen Zähne, die retiniert und verlagert sind. Ein persistierender Milch-Eckzahn im Oberkiefer deutet auf einen retinierten Eckzahn hin. Eine Nichtanlage der Eckzähne ist jedoch nicht bekannt bzw. extrem selten. Im Gegensatz dazu ist bei den Weisheitzähnen eine Nichtanlage häufig (ca. 50 %) und bei den benachbarten zweiten Schneidezähnen des Oberkiefers gelegentlich (ca. 1 %, familiär gehäuft) anzutreffen.
Die retinierten und verlagerten oberen Eckzähne werden bei Erwachsenen meist aus kieferorthopädischer Indikation operativ entfernt (meist mit palatinalem OP-Zugang). Bei Jugendlichen und bei günstiger vestibulärer Retentionslage wird die Zahnkrone operativ freigelegt und nach Wundheilung mit Hilfe eines aufgeklebten Brackets und festsitzendem oder herausnehmbarem KFO-Gerät eingestellt. Hierbei werden sowohl Multibandapparaturen als auch einfachere KFO-Geräte verwendet. Dazu muss in einigen Fällen durch Oberkieferdehnung (KFO) genügend Platz geschaffen werden. Der Zahn wird am Bracket angeschlungen und im Verlaufe einiger Monate oder Jahre meist mit Erfolg voll in die Zahnreihe integriert.
Untere Eckzähne sind weniger oft retiniert und verlagert als obere.

### Fehlbildung
Typische Fehlbildung treten im Zusammenhang mit Lippen-Kiefer-Gaumen-Spalten auf. Die Lippenspalten verlaufen typischerweise zwischen 2. und 3. Zahn im Oberkiefer – also zwischen zweitem Schneidezahn und Eckzahn.
Bei abortiven Formen von Lippenspalten, die sich klinisch gar nicht in einer Lippenspalte äußern, kann es zu Verschmelzungen, Teilverschmelzungen oder Verwachsungen vom 2. und 3. Zahn kommen bzw. können diese Zähne einzeln betroffen sein oder es kann ein zusätzlicher überzähliger Zahn zwischen 2. und 3. Zahn auftreten. Dieser überzählige Zahn hat meist eine schmale Zapfenform oder ist verkrüppelt.
Auch bei Milchzähnen sind gelegentlich Verwachsungen zwischen dem 2. und 3. Zahn zu beobachten. Bei Milchzähnen treten diese Verwachsungen auch im Unterkiefer auf, was den vermuteten Zusammenhang mit Lippenspalten in Frage stellt.

### Eckzahnführung
Im Ruhezustand bei geschlossenen Zahnreihen berühren sich die oberen und unteren Molaren einer Seite. Bei seitlichen Kaubewegungen entsteht zwangsweise ein Abstand zwischen den oberen und unteren Molarenkauflächen, da die oberen und unteren Eckzähne zuerst zusammenstoßen und gewissermaßen als erstes „Hindernis“ die Zahnreihen auseinanderzwingen. Diese sogenannte Eckzahnführung ist ein Teil des komplizierten Zusammenspiels zwischen Kauflächen, Kiefergelenken und Kaumuskeln, mit dem sich die Gnathologie befasst. Oft besteht diese Führungseigenschaft zusammen mit den Prämolaren (Prämolarenführung). Die Eckzähne sind dafür anatomisch durch ein größeres Kronen-Wurzel-Längenverhältnis prädestiniert. Dadurch fangen die Eckzähne die lateralen Kaukräfte ab, die andernfalls pathologisch auf die Backenzähne wirken würden. Letzteres kann zu einer Zahnlockerung führen.
Bei der Herstellung von festsitzendem Zahnersatz (Kronen, Brücken) muss möglichst die Eckzahnführung wiederhergestellt werden.
Bei der Herstellung von Totalprothesen hingegen darf keine Eckzahnführung erzeugt werden, da der punktförmige Kontakt zwischen oberen und unteren Prothesen-Eckzähnen die Totalprothese kippen ließe. Zugunsten einer stabilen Kaufunktion wird die Führung bei der Seitwärtsbewegung des Unterkiefers gleichzeitig durch alle Backenzähne (Prämolaren plus Molaren) beider Seite erzeugt.

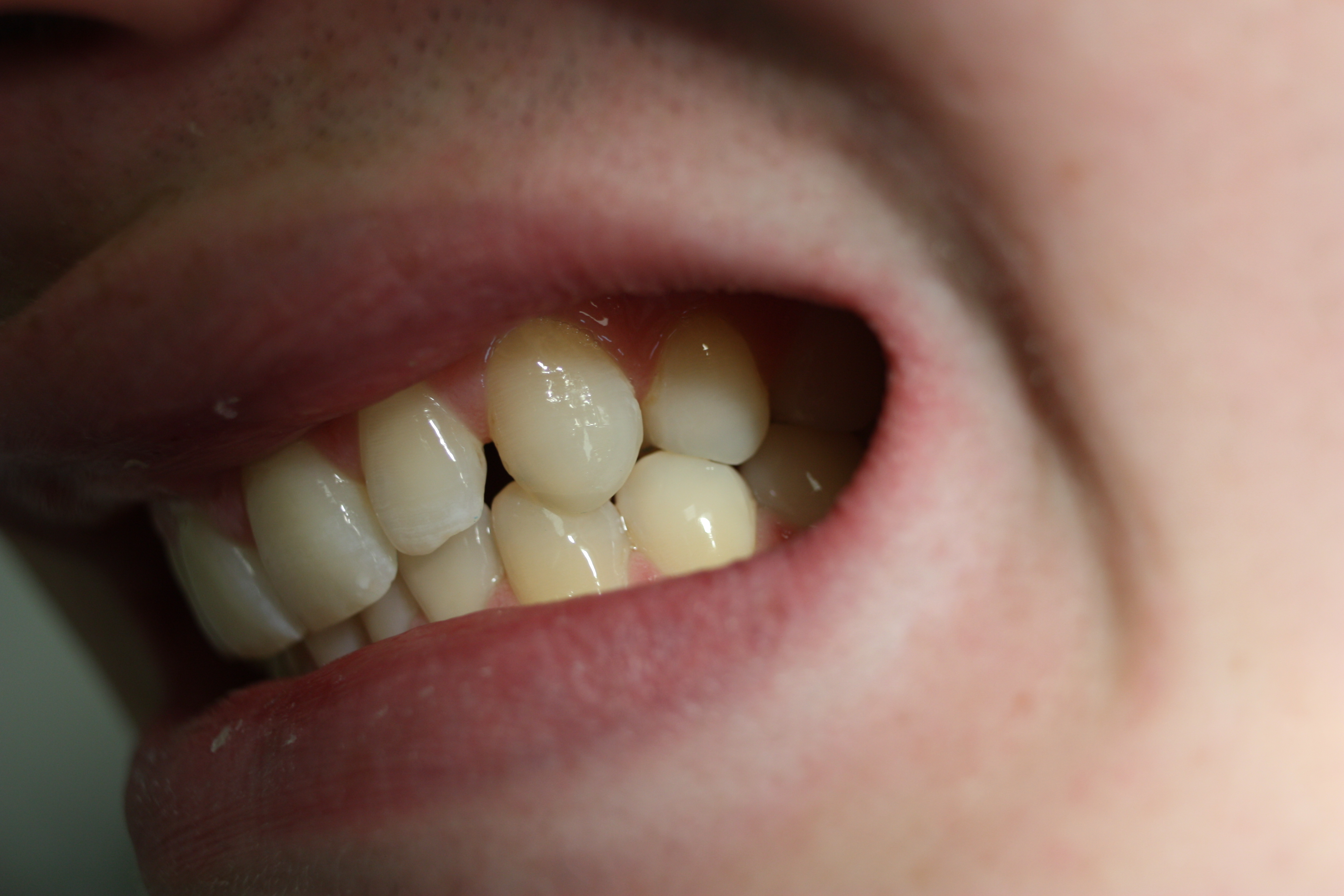
geschlossen
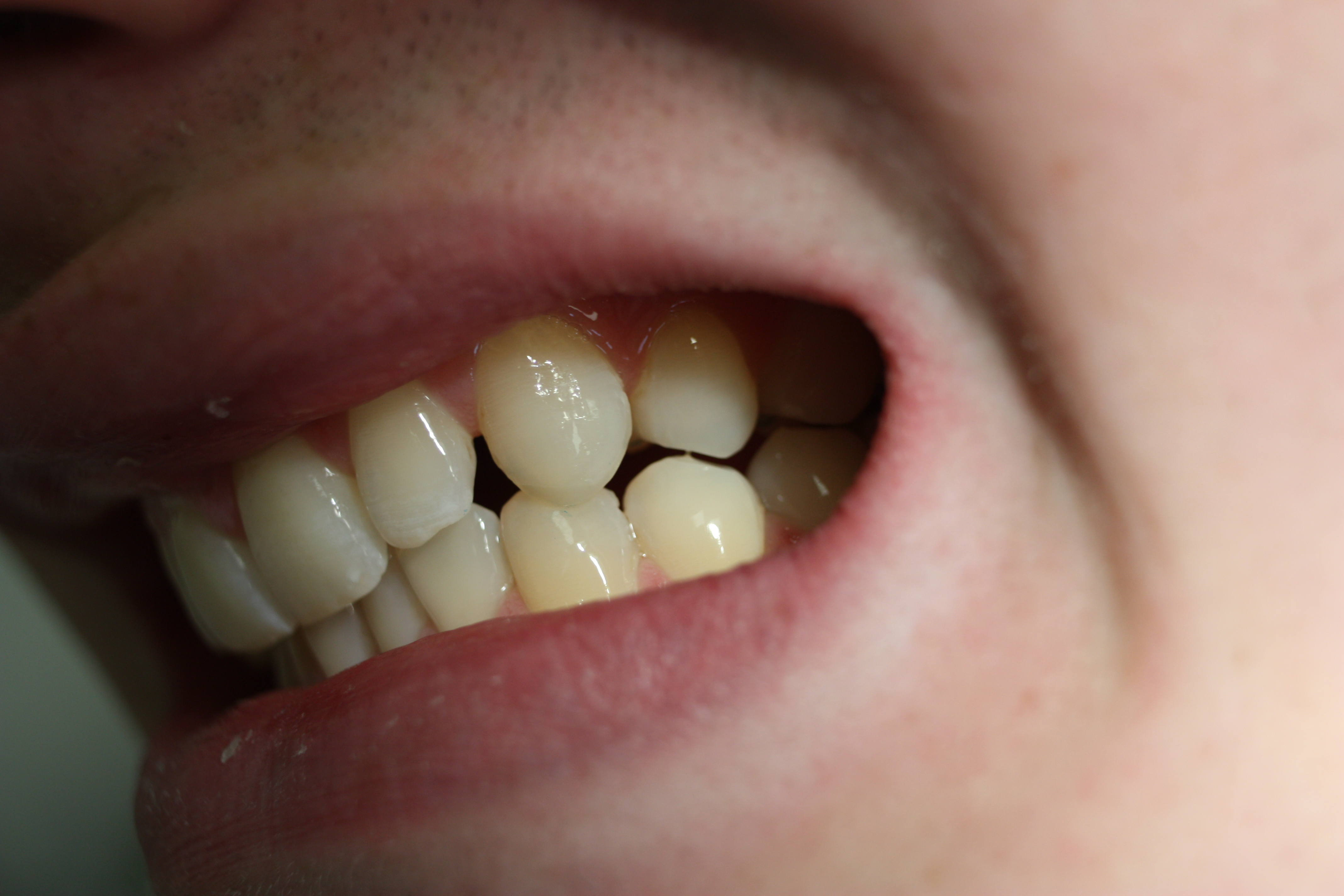
halb offen
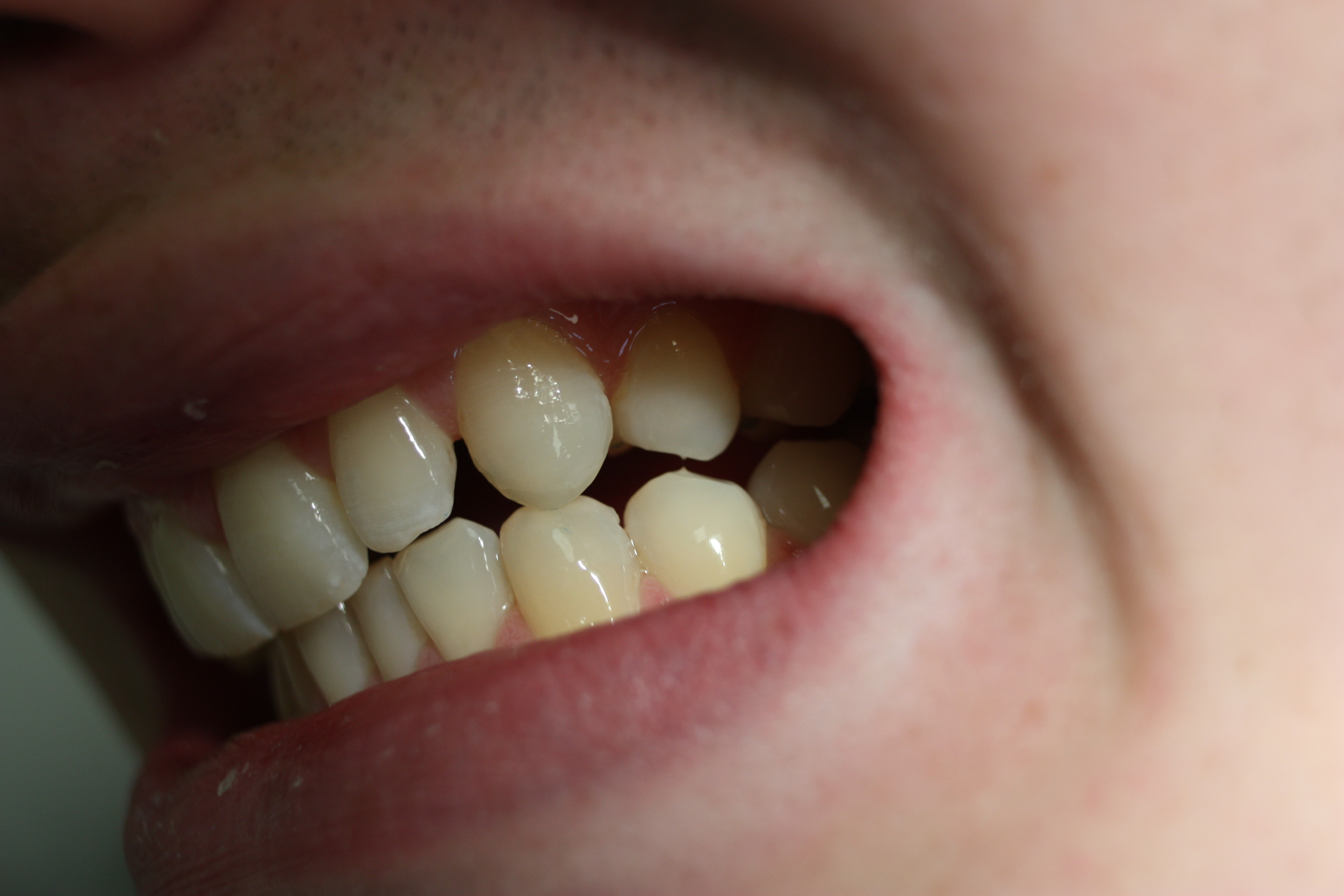
offen

### Ästhetik
Das Vorhandensein der oberen Eckzähne ist für das ästhetisch natürliche Aussehen der Frontzähne wichtig. Sollte im Rahmen einer kieferorthopädischen Behandlung bei einem Engstand der Zähne Platz geschaffen werden müssen, werden in der Regel die ersten Prämolaren extrahiert. Dies erfolgt auch bei einer notwendigen Einstellung eines verlagerten Eckzahns.
Das umgekehrte Problem ergibt sich, wenn die oberen seitlichen Schneidezähne nicht angelegt sind und neben den ersten Schneidezähnen die Eckzähne folgen. Aus ästhetischen Gründen wird in diesen Fällen der Eckzahn optisch zu einem seitlichen Schneidezahn abgeändert. Dies erfolgt dadurch, dass die Höckerspitze des Eckzahns abgeschliffen wird und eine Schneidekante daran mittels Kompositmaterialien aufgebaut wird. Alternativ kann der Eckzahn mittels eines Veneers umgestaltet werden.
Im Gegensatz zu europäischen Schönheitsidealen gelten verlagerte obere Eckzähne in Japan, besonders bei Mädchen, als niedlich und werden dort Yaeba (jap. 八重歯, dt. „mehrfache Zähne“) genannt. Auch tritt dieses Phänomen dort relativ häufig auf, aufgrund des kleineren Kiefers und weil die Zähne selten gerichtet werden.

### Verzahnung (Antagonisten)
Die oberen Eckzähne haben Kontakt zu den unteren Eckzähnen und den dahinter liegenden ersten Prämolaren des Unterkiefers.
Die unteren Eckzähne haben Kontakt zu den oberen zweiten Schneidezähnen und zu den oberen Eckzähnen.

## Andere Säugetiere

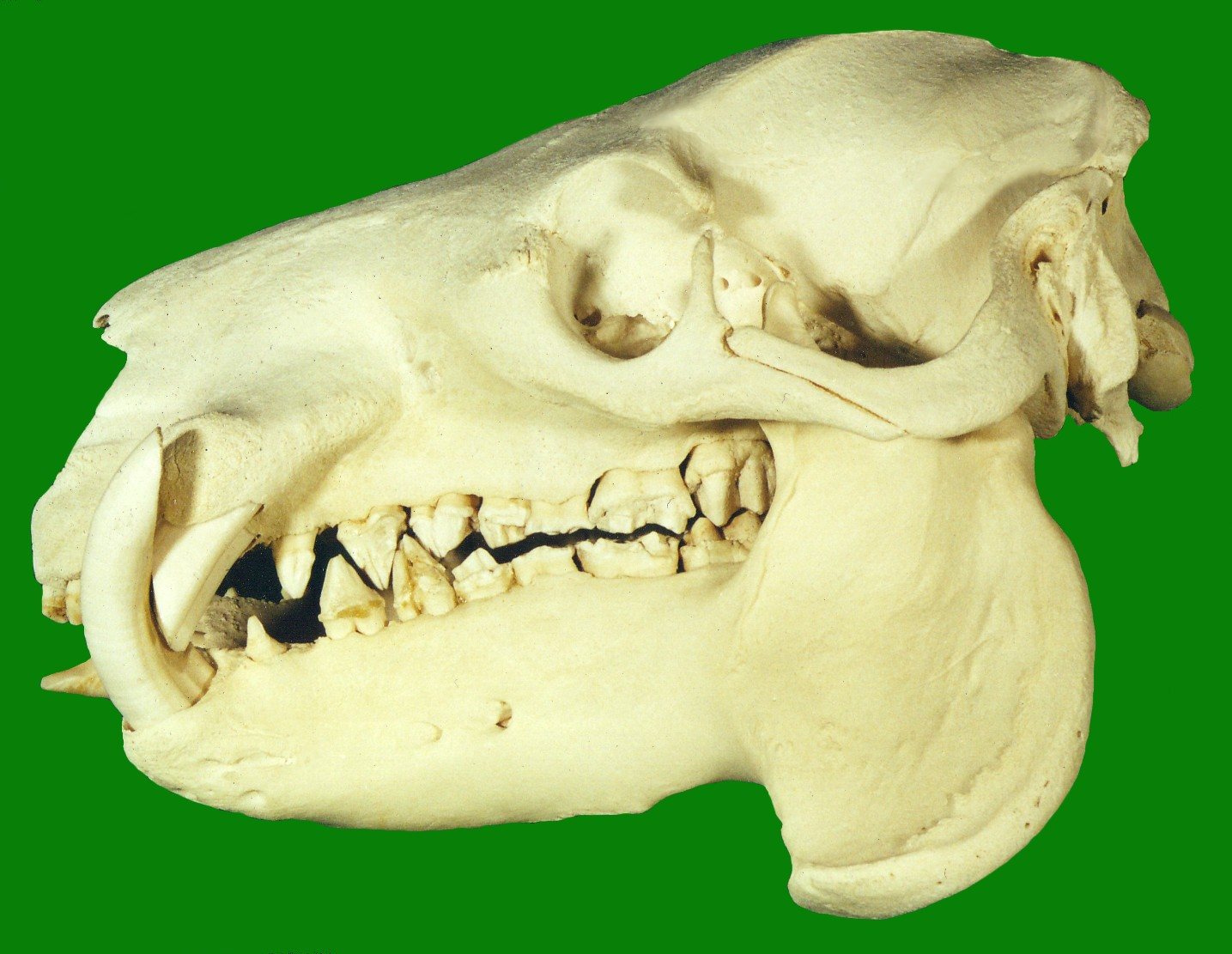
Schädel eines Zwergflusspferdes mit mächtigen Stoßzähnen

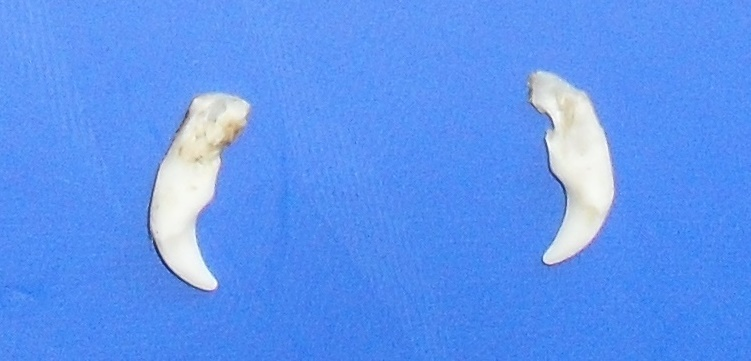
Milch-Eckzähne eines Hundes, die als persistierende Milchzähne vom Tierarzt gezogen werden mussten.

Die meisten Säugetiere haben ebenfalls zwei Eckzähne im Oberkiefer und zwei im Unterkiefer. Bei Pferden haben in der Regel nur Hengste Eckzähne, die hier als Hakenzähne bezeichnet werden. Hasenartige und Nagetiere besitzen keine Eckzähne. Bei vielen Wiederkäuern fehlen sie im Oberkiefer. Bei Walross und Flusspferd bilden die Eckzähne die Stoßzähne, bei Schweinen das Gewaff und bei Raubtieren die Fangzähne. Den Zwischenraum zwischen dem oberen Eckzahn und dem ersten Schneidezahn bezeichnet man als Diastema, bei den Primaten auch als „Affenlücke“. Die Eckzähne von Affen – auch der Menschenaffen – sind im Verhältnis zu den Schneidezähnen deutlich größer als beim anatomisch modernen Menschen (Homo sapiens), deshalb ist die „Affenlücke“ erforderlich. Einen fossilen Menschenschädel kann man von einem Menschenaffenschädel dadurch unterscheiden, dass sich bei den Vor- und Frühmenschen diese Affenlücke schließt und die Schneidezähne mit den nicht so großen menschlichen Eckzähnen einen durchgehenden Zahnbogen bilden. Beim Menschen kommt ein Diastema insbesondere zwischen den beiden Schneidezähnen vor und wird als Diastema mediale bezeichnet.